# 斯尼沃達河
斯尼沃達河（烏克蘭語：Снивода），是烏克蘭西南部的河流，屬於南布格河的支流。該河流經文尼察州的赫梅利尼克區，河道全長58公里，流域面積906平方公里。